# Gados Béla
Gados Béla  (Budapest, 1954. november 29. –) Aase-díjas magyar színész.

## Élete
A Színház- és Filmművészeti Főiskolán szerzett színészdiplomát 1984-ben, Simon Zsuzsa tanítványaként. 1984 és 2002 között a nyíregyházi Móricz Zsigmond Színház, 2002-től 2014-ig pedig a Bárka Színház társulatának volt tagja. A 2015–2016-os évadtól a Vígszínház tagja. Színházi szerepei mellett számos filmben, tévésorozatban szerepelt.

## Szerepeiből

### Színház

#### Móricz Zsigmond Színház (Nyíregyháza)
- Décse (Ratkó József: Segítsd a királyt!)
- Bazsov (Gorkij: Nyaralók)
- Dudard (E. Ionesco: Rinocéroszok)
- Lacroix (G. Büchner: Danton)
- Lvov (A. P. Csehov: Ivanov)
- Állomásfőnök (B. Hrabal: Szigorúan ellenőrzött vonatok)
- J. Deforges (P. Gredy: A kaktusz virágai)
- Teleki Pál (Siposhegyi P.: Trianoni emberek)
- Próbakő (W. Shakespeare: Ahogy tetszik)
- Gajev (A. P. Csehov: Cseresznyéskert)
- Kopjáss I. (Móricz Zs. : Rokonok)
- Sancho (M. Leight: La Mancha lovagja)
- Egon (B. Hrabal: Gyöngéd barbárok)
- Edek (S. Mrozek: Tangó)
- Cromwell (Mohácsi János: Itt a vége, pedig...)
- Bicska Maxi (Brecht: Koldusopera)
- De Sade (P. Weiss: Jean Paul Marat üldöztetése)
- Übü papa (A. Jarry: Übü király)
- Ötödik Frank (Dürrenmatt: Ötödik Frank)
- Warvick gróf (G. B. Shaw: Szent Johanna)
- Kacbeki herceg (Mohácsi János: Krétakör)
- Richard (B. Strauss: A viszontlátás trilógiája)
- Olimp A. (Ny.Erdman – Mohácsi J: A mandátum)
- A férfi (Kornis Mihály: Halleluja)

#### Bárka Színházban
- Osváth Károly, vállalkozó (Mohácsi I- Mohácsi J.- A Társulat: A vészmadár)
- Janó, Nemecsek apja (Molnár F. – Deres P.: A Pál utcai fiúk)
- Sam (H. Pinter: Hazatérés)
- Ügyelő (L. Pirandello: Hat szereplő szerzőt keres)
- Ötödik (T. Slobodzianek: Ilja próféta)
- Montague (Shakespeare: Rómeó és Júlia)
- Himaláj herceg (Gombrowicz: Operett)
- William Cecil, Burleigh bárója (Schiller: Stuart Mária)
- Michael James Flaherty (Synge: A Nyugat hőse)
- Polonius / Első sírásó (Shakespeare: Hamlet)
- Schulze Hanák, Orvos (Ottlik: Iskola a határon)
- Havas (Márai Sándor: Zendülők)
- Apa (J. Fosse: Őszi álom)
- Tanár (Háy J: Nehéz)
- Főnök (Ödön von Hovath: Vasárnap 16:48 (A végítélet napja)

#### Szabadúszóként
- Csebutikin (Csehov: Három nővér)
- Krisi atya (Palyga: A zsidó)

### Film
- Falubeli (Rohamsisakos Madonna, r. Várkonyi Gábor)
- Hadnagy (Malom a Séden, r. Léner Péter)
- Mérei (Kisváros)
- Pap/ Munkás (Csak szex és más semmi, r. Goda Krisztina)
- Suha ügyvédje (Fekete fehér, r. Ragályi Elemér)
- Bútorraktáros (A hét nyolcadik napja, r. Elek Judit)
- Kocsmáros (Robin Hood, r. Foz Allan)
- Rendőr (Felnőttfilm, r. László Péter)
- Patkánytábornok (Diótörő, r. A. Konchalovsky)
- Zámbó (Pingvinkonstrukció, r. Schwehtje Mihály)
- Il Cerimoniere (Borgiák, r. Neil Jordan)
- Ellenőr 1. (Parkoló, r. Miklauzic Bence)
- Péter atya (Munkaügyek)
- Hámori Jenő (Jóban Rosszban)
- Halapczák Antal (Fapad)
- Csabi apja (Holnap Tali!, r. Radnai Márk)
- Pap (1945, r. Török Ferenc)
- Állatorvos (Kincsem, r: Herendi Gábor)
- Kellékes (Csak színház és más semmi, r. Nagypál Orsi és Miklauzic Bence)
- Perverz férfi (A hentes, a kurva és a félszemű, r: Szász János)
- Taxi utas (Drága örökösök)
- Pap (Egyszer volt Budán Bödör Gáspár)
- Gábor apja (Apatigris)
- BM portás (A besúgó)
- Piaci eladó (A Séf meg a többiek)
- Boross Péter (Blokád)
- OSZK Bizottsági tag (A Király)
- Úszómester (Gólkirályság)

## Díjai, elismerései
- 1994 – Móricz-gyűrű (a társulat szavazatai alapján)
- 2016 – A kiscsillag is csillag díj[2]
- 2024 – Aase-díj[3]